# Salmanites obscurifrons
Salmanites obscurifrons är en insektsart som beskrevs av Lucien Chopard 1951. Salmanites obscurifrons ingår i släktet Salmanites och familjen syrsor. Inga underarter finns listade i Catalogue of Life.